# ギジェット・ゴーズ・トゥ・ローマ
ギジェット・ゴーズ・トゥ・ローマ(Gidget Goes to Rome)は、コロンビア ピクチャーズが制作し、1963年に公開した長編映画である。シンディ・キャロルの主演で、 サーファーの少女ギジェットとボーイフレンドムーンドギーとの恋愛関係を描く。サンドラ・ディーの主演で1959年に公開された映画『ギジェット』に始まる連作の3作目にあたる。サーフィン流行の一因となった映画の続編であるものの、サーフィンとの関連は薄くなっており、ギジェットが出演する劇場用映画はこの作品が最後となっている。

## 物語
大学進学を控えた少女ギジェット（シンディ・キャロル）はその夏、ボーイフレンドのムーンドギー（ジェイムズ・ダレン）やそれぞれの友人たちとともにローマを訪れていた。子供だけの旅行は許されず、メンバーの一人ジャッジ（ジョビー・ベイカー）のおばアルベルティーナ（ジェシー・ロイス・ランディス）も同行していた。しかしギジェットの父、ラッセル・ローレンス（ドン・ポーター）は娘の海外旅行に心配がおさまらず、イタリアで雑誌記者をしている旧友のパオロ・チェッリーニ（チェザーレ・ダノーヴァ）に連絡し、面倒に巻き込まれないようそれとなく見張ってほしいと頼む。そうとも知らずギジェットは、近づいてきたはるかに年上の男パオロに恋愛感情を持つ。ムーンドギーも現地ガイドのダニエラ（ダニエル・デ・メッツ）に夢中になる。パオロは「ローマを訪れたアメリカの青年の反応を記事にする」という名目でギジェットを観光地各地に連れまわすが、やがてギジェットにもパオロが近づいてきたのは父の入れ知恵によるものだとわかってしまう。ムーンドギーもダニエラに冷たくあしらわれ、結局ギジェットはムーンドギーとよりを戻して帰国の途につく。

## 配役
ギジェットを演じたシンディ・キャロルはこの作品が最初の主演映画となった。前作でギジェットを演じたデボラ・ウォーリーは妊娠のため出演できなかった。制作者側は500人以上をオーディションしたが、ギジェットは背が低い設定であり、後任探しは困難であった。『ガール！ガール！ガール！』(1962)でエルヴィス・プレスリーと共演したローレル・グッドウィンは有望だったものの、身長が合わなかった。結局、当時コロンビア ピクチャーズ下でテレビ番組制作を行っていたスクリーン ジェムズの番組に出演していたキャロルが抜擢された。キャロルはそれまで本名で活動していたが、映画には芸名で出演した。
一方で相手役のムーンドギーを演じたジェイムズ・ダレンは三作品全てに同じ役で出演している。ダレンは既にギジェット映画にうんざりしていたが、撮影に入ると見事に役をこなした。同様に全ての作品に出演したジョビー・ベイカーは、この映画の後MGMに契約先を変更したため、コロンビア映画の作品はこの映画が最後となった。ギジェットの母を演じたジェフ・ドネルも前作に同じ役で出演している。また、ギジェットの父を演じたドン・ポーターは、1965年のテレビシリーズ『ギジェットは15才』でも父親役を演じている。
- シンディ・キャロル - ギジェット (フランシス・ローレンス)
- ドン・ポーター - ラッセル・ローレンス（ギジェットの父）
- ジェフ・ドネル - ドロシー・ローレンス（ギジェットの母）
- ジェイムズ・ダレン - ムーンドギー (ジェフリー・マシューズ)
- ジェシー・ロイス・ランディス - アルベルティーナ・ブライス
- チェザーレ・ダノーヴァ - パオロ・チェッリーニ
- ダニエル・デ・メッツ - ダニエラ
- ジョビー・ベイカー - ジャッジ
- トゥルーディ・エイムズ - リビー・ベネット
- ノリーン・コーコラン - ルーシー・マクドゥーガル
- ピーター・ブルックス - クレイ・アンダーソン
- リザ・ガストーニ - アンナ・チェッリーニ
- クラウディオ・ゴーラ - アルベルト

## 制作
脚本はルース・ブルックス・フリッペンが書き、登場人物の設定のみフレデリック・コーナーの原作に従っている。これは前作『ヤング・ハワイ』も同様で、コーナーは逆にこの映画を小説化した作品を1963年に発表している。共同で脚本を担当したキャサリン・アルバートとデール・ユンソンは結婚しており、しばしば夫婦連名で脚本を担当したが、この作品もそうした作品の一つである。
ローマで撮影された。一部の場面はイタリアの海岸で撮影されている。

## 評価
ギジェット役に抜擢されたシンディ・キャロルは好評で、『ニューヨーク・タイムズ』紙で映画評を担当するボズレー・クラウザーはキャロルの演技を「適度に拗ねてみせながらも適切な無邪気さを見せて演じている」と評した。翌年のローレル賞新人女優賞の候補に入ったほか、映画雑誌『フォトプレイ』も最も有望な新人女優として金メダルの候補に挙げた。
一方で映画自体の評価は低く、『バラエティ』誌はブルックス・フリッペンらによる脚本を「ぐだぐだした脚本」と批判した。『タイム』誌も「退屈」の語を表題に入れ、批判的なレビュー記事を掲載した。